# Filfla

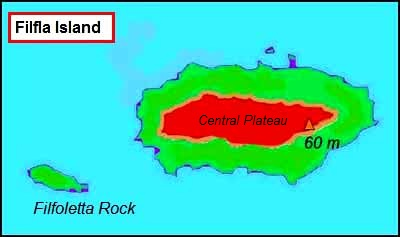
.

Filfla o Filfola és un illot semidesert maltès situat a 5 km de l'illa principal de l'arxipèlag, constituint l'extrem sud d'aquest. Pertany al municipi de Żurrieq. Té una àrea d'unes 6 hectàrees i està coronada per un altiplà de pedra calcària envoltada per penya-segats de fins a 60 m d'altura. Hi ha una roca contigua a Filfla anomenada Filfoletta.

## Etimologia
Es creu que el seu nom ve de la paraula àrab filfel, que significa «pebre negre».

## Història
L'única construcció permanent erigida en el seu sòl de la qual es té notícia és una capella construïda dins d'una cova en 1343, però que va ser destruïda per un terratrèmol en 1856 que també va enfonsar una part de l'illa. Fins al 1971 la Marina Real i la Royal Air Force britàniques van usar l'illa com a polígon de tir.

## Reserva natural
El 1980 va esdevenir una reserva per a aus. La Llei de la reserva natural de Filfla, aprovada en 1988, va establir encara més restriccions d'accés i d'ús.
Tres espècies d'aus marines es reprodueixen al seu territori: l'escateret (ca. 5.000 parelles), la baldriga cendrosa (ca. 200 parelles) i el gavià de potes grogues (ca. 130 parelles). A més, l'illa compta amb dues espècies endèmiques terrestres: la sargantana Podarcis filfolensis ssp. filfolensis i el gasteròpode Lampedusa imitatrix ssp. gattoi.

## Restriccions
Només els científics o les persones amb finalitats educatives poden entrar a Filfla després d'haver demanat i rebut un permís del ministeri responsable de les qüestions ambientals